# 서울 연화사 산신도
서울 연화사 산신도(서울 蓮花寺 山神圖)는 서울특별시 동대문구 회기동, 연화사에 있는 산신도이다. 2013년 3월 7일 서울특별시의 문화재자료 제56호로 지정되었다.

## 문화재 지정사유
의좌상(椅坐像)의 산신 모습, 두 명의 동자와 지물, 호랑이, 심산유곡의 배경처리 등에 있어 예운당(禮雲堂) 상규(尙奎)가 1903년 (광무 7년)에 그린 《경기도 남양주 봉영사 봉안의 산신도》(경기도 유형문화재 제258호)와 동일화풍 및 영향관계를 보여, 20세기 전반 산신도 도상 연구에 자료적 가치가 인정되므로 서울특별시 문화재자료로 지정함이 타당하다고 판단된다.

## 조사 보고서
민화풍(民畵風)이 역력한 산신도로서 중앙에는 팔걸이 의좌에 앉아 있는 도인 모습의 산신을 그린 다음, 오른쪽에는 시중을 드는 동자상을 배치하고 왼쪽에는 산신의 상징인 호랑이를 그려놓았다.
화면 중앙에 큼직하게 그려진 산신의 모습은 풍채 좋은 체구에 백발이 성성한 둥글넓적한 얼굴에 모자 모양의 투명 두건을 쓴 채 오른손으로는 긴 수염을 쓰다듬고 있으며, 왼손에는 깃털로 만든 부채를 들고 있다.
표범 무늬가 선명한 왼쪽의 호랑이는 쫑긋한 두 귀에 앞발을 세워 쭈그리고 앉아 있는 모습이 민화풍으로 익살스러우며, 오른쪽에 위치한 두 명의 동자상은 서로 대화를 나누듯 다정스러운 모습으로 어깨에 걸쳐 기물을 들고 서 있다.
그림의 뒤 배경은 노송(老松)과 폭포가 길게 떨어지는 깊은 계곡을 표현하여 산신도나 독성도에서 전형적으로 보이는 심산유곡(深山幽谷)을 나타냈다.

## 같이 보기
- 남양주 봉영사 산신도 (경기도 유형문화재 제258호)

## 참고 자료
- 서울 연화사 산신도 - 국가유산청 국가유산포털